# Minicopa de España Femenina
La Minicopa de España Femenina es una competición de balonmano base paralela a la Copa de la Reina de Balonmano. 

## Sistema de competición
Se juega en formato de grupo de cuatro, donde los primeros clasificados de cada grupo se enfrentan en la final. 
Participan los mismos equipos, en categoría cadete, que juegan la Copa de la Reina. Se juega en tiempos de 20 minutos con 5 minutos de descanso entre tiempos. La final se juega en dos tiempos de 30 minutos.

## Historia de la competición
Inaugurada en 2017 de manera oficial (aunque oficiosamente se jugó en años anteriores y el piloto se celebró en el año 2016, por eso la primera edición es la de 2016–17), junto a la designación de la ciudad de Porriño como sede de la Copa de la Reina.
La competición se suspendió en las temporadas 2019–20 y 2020–21 a causa de las restricciones del gobierno español por la pandemia del COVID-19 y se volvió a retomar en San Sebastián, durante la celebración de la cuadragésimo tercera Copa de la Reina de Balonmano.

## Historial
| Ed. | Tempor  | Fecha                     | Sede                 | Campeón                       | Resultado | Sub.                                        | Notas |
| --- | ------- | ------------------------- | -------------------- | ----------------------------- | --------- | ------------------------------------------- | --- |
|     | 2015–16 | 17 de abril de 2016       | Porriño              | Helvetia Balonmano Alcobendas | 30–25     | Puertosol Málaga                            | El Puertosol se presentó como equipo cadete de Málaga al no tener el Costa del Sol equipo cadete en ese momento. |
| I   | 2016–17 | 1 de mayo de 2017         | Porriño              | KH7 Bm. Granollers            | 29–28     | Balonmano Alcobendas                        | |
| II  | 2017–18 | 22 de abril de 2018       | Málaga               | Rocasa Gran Canaria           | 25–22     | Aula Alimentos de Valladolid                | |
| III | 2018–19 | 28 de abril de 2019       | Baracaldo            | BMC Liberbank Gijón           | 25–17     | Rincón Dental Málaga Norte                  | |
|     | 2019–20 |                           | Alhaurín de la Torre |                               |           |                                             | La minicopa del 2020 no se jugó por las restricciones de COVID-19                                                |
|     | 2020–21 |                           | Telde                |                               |           |                                             | La minicopa del 2021 no se jugó por las restricciones de COVID-19                                                |
| IV  | 2021–22 | 1 de mayo de 2022         | San Sebastián        | KH7 Bm Granollers             | 30–22     | Costa del Sol Málaga Norte                  | |
| V   | 2022–23 | 23 de abril de 2023       | Málaga               | KH7 Bm Granollers             | 33–20     | Atticgo Ferreterías Industrial Carrús Elche | |
| VI  | 2023–24 | 10 al 12 de mayo de 2024  | San Sebastián        | Lacturale Bera Bera           | 22-28     | Cavidel Aula Valladolid                     | |
| VII | 2024–25 | 14 al 16 de marzo de 2025 | Granollers           | Elda Prestigio Azul           | 22-31     | Club Bm Morvedre                            | |

### Palmarés
| Equipo                      | Títulos | Subcamp. | Años de campeonato |
| --------------------------- | ------- | -------- | ------------------ |
| Club Balonmano Granollers   | 3       |          | 2017, 2022, 2023   |
| Club Balonmano Remudas      | 1       |          | 2018               |
| Balonmano La Calzada        | 1       |          | 2019               |
| Aula Cultural de Valladolid | 1       | 1        | 2024               |
| Club Balonmano Morvedre     | 1       |          | 2025               |
| CBF Málaga Costa del Sol    |         | 2        |                    |
| Balonmano Alcobendas        |         | 1        |                    |
| Balonmano Elche             |         | 1        |                    |
| Balonmano Bera Bera         |         | 1        |                    |
| Elda Prestigio              |         | 1        |                    |

Nota: Nombres de los equipos según su nombre de club.